# 尿素樹脂

尿素樹脂

尿素樹脂（にょうそじゅし、Urea Formaldehyde Resin、UF、ユリア樹脂）は、尿素とホルムアルデヒドとの縮合反応によって製造される熱硬化性樹脂に属する合成樹脂。CAS番号9011-05-6。メラミン樹脂などとともにアミノ樹脂（アミノプラスチック）と総称される。

## 歴史
尿素とホルムアルデヒドの縮合で樹脂状物質が得られることは、1897年にドイツのC.Goldschmidtらによって確認されていた。これが工業化されたのは1920年頃のドイツでF.Pollakなどが「Pollopas」の商品名で市販したが、強度が低く実用性に乏しかったため普及しなかった。各国で実用化が進んだのは1930年代以降である。
日本では1929年（昭和4年）に大日本セルロイド神崎工場で注形品が作られ工業化されたが、当初は装身具や傘の柄など用途が限られていた。1941年（昭和16年）頃から接着剤の生産が始まり、戦時下となって軽金属不足から木材需要が高まったことで合板用接着剤としての需要が増加した。

## 製法
尿素とホルムアルデヒド水溶液を原料とし、アルカリ性または酸性下で脱水縮合反応を行い、液状縮合物を得る。
工業的には約1対2のモル比で尿素とホルマリンを反応釜に入れ、アンモニア水によりpHを8 - 12とし、反応温度60 - 70°Cで約1時間常圧で反応させて初期縮合物を得る。

## 特性
以下は主に成形品における特性である。
- 無色透明で着色が容易であり光沢も良い[1]。
- 成形収縮率が0.4 - 0.6%と小さい[1]。ヒケが生じにくい。
- 表面強度が高く機械的強度に優れる[1]。ただし、フェノール樹脂などに比べ耐水性や耐老化性で劣る[1]。
- 耐溶剤性に富む[1]。一方で硫酸などの酸に対して白化を生じることがある[1]。
- 電気的に耐アーク性に優れる[1]。
- 成形が容易で比較的安価である[1]。

## 製品

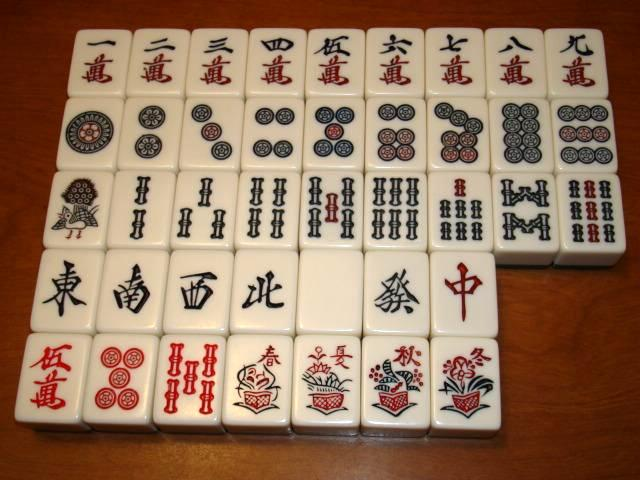
日本で一般的なタイプの麻雀牌。ユリア樹脂牌。

商品形態としては、粉末状の成形材料、それを圧縮成形した成形品、液状または粉末状の接着剤、液状の塗料や繊維加工または紙加工のための処理剤、注形品がある。
成型品としては、電気機器の部品やボタンなどの日用品類または漆器の素地、麻雀牌（象牙の代用）などに使用される。